# Jewgeni Sergejewitsch Jerjomenko
Jewgeni Sergejewitsch Jerjomenko (russisch Евгений Сергеевич Ерёменко; * 13. Januar 1990 in Nischnekamsk, Russische SFSR) ist ein russischer Eishockeyspieler, der seit 2012 beim HK Lada Toljatti in der Wysschaja Hockey-Liga unter Vertrag steht.

## Karriere
Jewgeni Jerjomenko begann seine Karriere als Eishockeyspieler in der Nachwuchsabteilung von Lokomotive Jaroslawl. Anschließend wurde er von Neftjanik Almetjewsk verpflichtet, bei dessen Profimannschaft er die Saison 2008/09 in der Wysschaja Liga, der zweiten russischen Spielklasse, begann. Nach nur neun punktlosen Spielen verließ er die Mannschaft wieder und wechselte innerhalb der zweiten Liga zu Kristall Saratow. Bei Kristall stand er in den folgenden beiden Spielzeiten unter Vertrag und setzte sich bei dessen Profimannschaft dauerhaft durch. 
Zur Saison 2010/11 unterschrieb Jerjomenko einen Vertrag bei Witjas Tschechow, für das er in der Kontinentalen Hockey-Liga bis Saisonende in 46 Spielen zwei Tore erzielte und drei Vorlagen gab. Parallel lief er für Witjas' Juniorenmannschaft in der multinationalen Nachwuchsliga Molodjoschnaja Chokkeinaja Liga auf. In acht Spielen erzielte er für diese ein Tor und bereitete zwei Tore vor.

## Statistik
(Stand: Ende der Saison 2010/11)